# Valerie Carter
Valerie Gail Zakian Carter (Winter Haven, 5 febbraio 1953 – St. Petersburg, 4 marzo 2017) è stata una cantante statunitense.

## Biografia
Originaria della Florida, ha debuttato nel 1974 come membro del gruppo Howdy Moon, un trio che comprendeva anche Richard Hovey e Jon Lind. 
Nel 1977 ha pubblicato il suo primo album in studio Just a Stone's Throw Away. A questo disco hanno collaborato Maurice White, Linda Ronstadt, Deniece Williams, Lowell George e altri artisti.
Nel 1978 pubblica Wild Child, suo secondo album a cui invece collaborano, tra gli altri, Steve Porcaro, Jeff Porcaro, David Hungate, Steve Lukather, Jay Graydon, Davey Johnstone, Verdine White e Ray Parker Jr..
Il suo terzo disco The Way It Is uscirà molti anni dopo, nel 1996. Prodotto da Eddy Offord, questo album vede la partecipazione di James Taylor, Linda Ronstadt, Jackson Browne, Lyle Lovett, Phoebe Snow e altri.
Come autrice ha scritto o coscritto brani musicali per Judy Collins, Jackson Browne, The Brothers Johnson ed Earth, Wind & Fire.
Ha lavorato come corista per Linda Ronstadt, Don Henley, Christopher Cross, Little Feat, Jackson Browne, Outlaws, James Taylor e molti altri.
È morta nel 2017 all'età di 64 anni.

## Discografia

### Album
- 1974 - Howdy Moon (con Howdy Moon)
- 1977 - Just a Stone's Throw Away
- 1978 - Wild Child
- 1996 - The Way It Is (reissue 2006)
- 1998 - Find a River (EP)
- 2001 - Vanilla Grits
- 2003 - Midnight Over Honey River
- 2018 - The Lost Tapes
- 2019 - Ooh Child: The Columbia Years
- 2020 - Valerie Carter with Yoshiyuki Sahashi – Live in Tokyo, 1994
- 2022 - The Lost Tapes Vol. 2

### Collaborazioni
- Aaron Neville – Warm Your Heart (1991)
- Adam Mitchell – Redhead in Trouble (1979)
- Air Force – Air Force (1984)
- Al Kooper – Championship Wrestling (1982)
- Anna Vissi – Everything I Am (2001)
- Anne Murray – Anne Murray (1996)
- Arnold McCuller – Circa 1990 (2003)
- Aselin Debison – Sweet Is the Melody (2002)
- Bill Quateman – Just Like You (1979)
- Brian Elliot – Brian Elliot (1978)
- Christopher Cross:
  - Christopher Cross (1980)
  - Wishing Well (1994)
- Cliff DeYoung – Cliff DeYoung (1975)
- Curtis Stigers – Brighter Days (1999)
- Dan Fogelberg – Portrait: The Music of Dan Fogelberg (1997)
- Diana Ross:
  - Force Behind the Power (1991)
  - When You Dream (1993)
- Don Grusin – 10k-La (1980)
- Don Henley:
  - The End of the Innocence (1989)
  - Inside Job (2000)
- Eddie Money – Playing for Keeps (1980)
- Eric Carmen – Change of Heart (1978)
- Freebo – End of the Beginning (1999)
- Glenda Griffith – Glenda Griffith (1977)
- Glenn Frey – Strange Weather (1992)
- Greg Prestopino – Big Red Nude (1977)
- Henry Paul Band – Henry Paul (1982)
- Hirth Martinez – Feeling So Fine (2002)
- Hoyt Axton – Southbound (1975)
- Hurt – Vol. II (2007)
- Jack Wagner – Lighting Up the Night (1985)
- Jackson Browne:
  - I'm Alive (1993)
  - Looking East (1996)
- James Taylor:
  - Gorilla (1975)
  - In the Pocket (1976)
  - New Moon Shine (1991)
  - Live (1993)
  - Best Live (1994)
  - Hourglass (1997)
  - Greatest Hits Volume 2 (2000)
- Jimmy Buffett – Margaritaville Cafe: Late Night Menu (1993)
- Jimmy Webb:
  - Angel Heart (1982)
  - Suspending Disbelief (1993)
- Jorge Calderón – City Music (1975)
- Jude Johnstone – Coming of Age (2002)
- Julia Fordham – Swept (1991)
- Julie Miller:
  - Orphans & Angels (1993)
  - Invisible Girl (1996)
- Keiko Matsui – Sapphire (1995)
- Kenny Loggins – December (1998)
- Larry John McNally – Larry John McNally (1982)
- Laura Allan – Laura Allan (1978)
- Linda Ronstadt:
  - Winter Light (1994)
  - Feels Like Home (1995)
  - Dedicated to the One I Love (1996)
- Little Feat:
  - The Last Record Album (1975)
  - Shake Me Up (1991)
- Lowell George – Thanks, I'll Eat It Here (1979)
- Lyle Lovett – Road to Ensenada (1996)
- Marty Balin – Blue Highway (2010)
- Mary Kay Place – Almost Grown (2011)
- Maureen McCormick – When You Get a Little Lonely (1995)
- Michel Polnareff – Michel Polnareff (1966)
- Neil Diamond:
  - Lovescape (1991)
  - Up on the Roof: Songs from the Brill Building (1993)
  - Christmas Album, Vol. 2 (1994)
  - In My Lifetime (1996)
- Nicolette Larson:
  - Nicolette (1978)
  - All Dressed Up and No Place to Go (1982)
- Ofra Haza – Kirya (1992)
- Outlaws – Ghost Riders (1980)
- Jack Wagner – Love Can Take Us All the Way (1986)
- Randy Newman – Born Again (1979)
- Rick Derringer – Free Ride (2002)
- Ringo Starr – Time Takes Time (1992)
- Rod Stewart – Foolish Behaviour (1980)
- Shawn Colvin:
  - Fat City (1992)
  - Wish You Were Here (1996)
- Tom Jans:
  - Eyes of an Only Child (1975)
  - Dark Blonde (1976)
  - Champion (2015)
- Tom Kell – Dove (2012)
- Tom Snow – Tom Snow (1976)
- Vesica Pisces – Halfway to Naked (2003)
- Vonda Shepard – Songs from Ally McBeal (1998)
- Warren Zevon – Back in the High Life (2000)
- Willie Nelson – Healing Hands of Time (1994)

## Dediche
- All'artista è dedicato il brano musicale Valerie di Steve Winwood, pubblicato nel 1982.